# Alireza Haghighi
Alireza Haghighi (Tehran, 2 de maio de 1988) é um futebolista iraniano que joga como guarda-redes. Atualmente está sem clube e faz parte da Seleção Iraniana.

## Carreira
Alireza Haghighi  representou a Seleção Iraniana de Futebol na Copa da Ásia de 2015 e na Copa do Mundo de 2014.